# Parco naturale regionale di Porto Conte
Il parco naturale regionale di Porto Conte (anche ufficialmente in catalano algherese: Parc natural regional de Port del Comte e in sardo: Parcu naturale regionale de Portu Conte) è un'area naturale protetta della Riviera del Corallo situata nella Sardegna nord-occidentale a nord di Alghero. Prende il nome dal sito di notevole importanza geo/naturalistica di Porto Conte in cui insiste per grande prevalenza territoriale. È stato istituito per effetto della legge regionale n° 4 del 26 febbraio 1999. Occupa una superficie di 5.350 ha nel territorio amministrativo del comune di Alghero, al quale è stata affidata la costituzione, avvenuta nello stesso anno, dell'organismo di gestione del parco, l'Azienda speciale Parco di Porto Conte.

## Storia
L'idea di creare un parco che includesse il territorio di Porto Conte fu lanciata da un gruppo di associazioni ambientaliste nel 1986. Nel 1995 venne presentato un disegno di legge regionale e nel 1999 il parco venne ufficialmente istituito.
Il parco regionale è suddiviso, a seconda del grado di protezione applicato, in quattro zone:
- Zona A: riserva integrale
- Zona B: riserva naturale orientata
- Zona C: area di protezione
- Zona D: area di promozione economica e sociale

## Punti di interesse

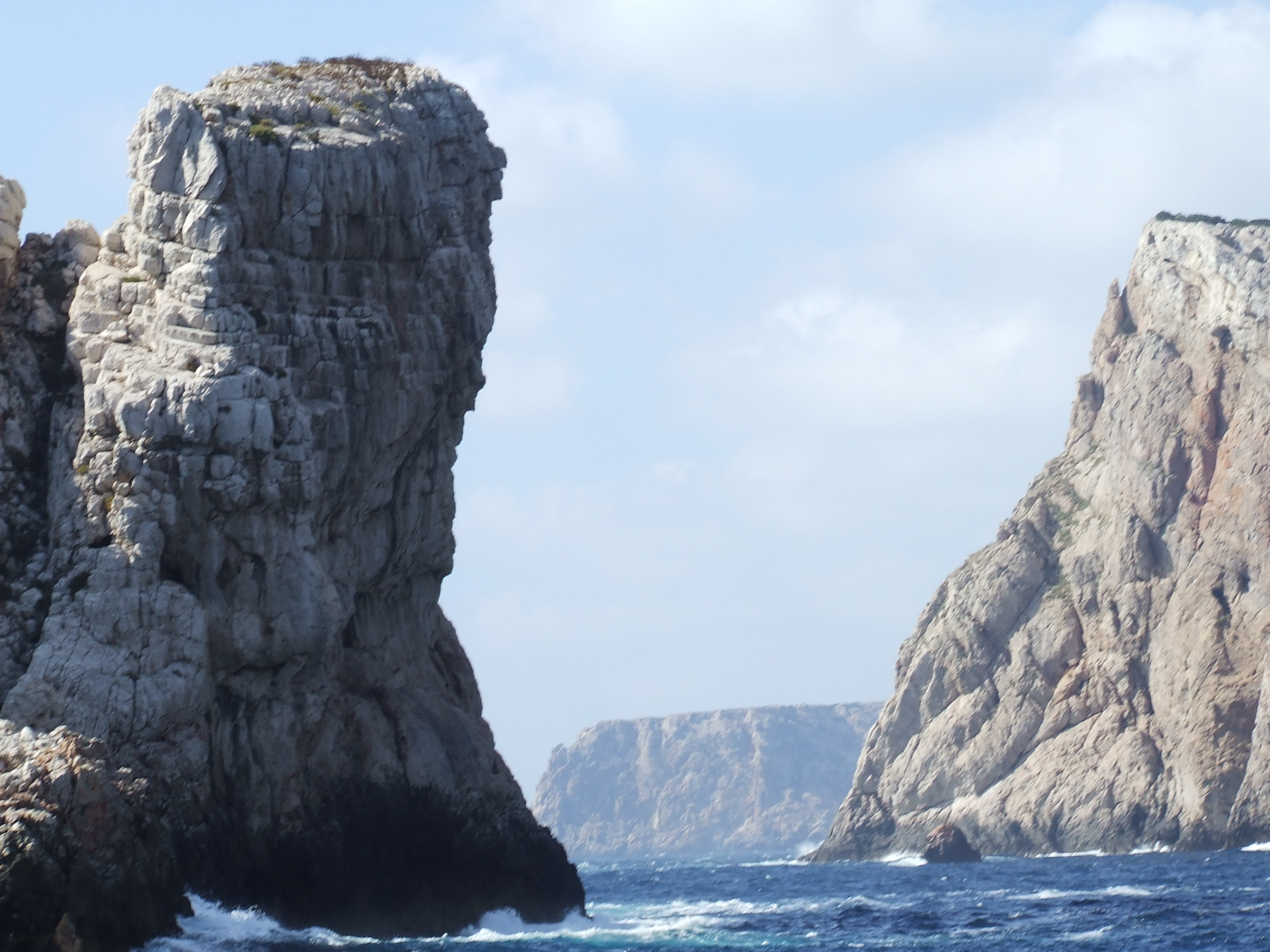
L'isola di Foradada.

- Foresta demaniale di Porto Conte "Le Prigionette"
Presso la foresta demaniale si trova l'oasi faunistica che ospita i daini, i cavallini della Giara e gli asinelli bianchi. Il complesso è visitabile ed offre diversi percorsi escursionistici e punti di ristoro.[6]
- Grotte di Nettuno
Il complesso carsico si trova alla base della scogliera di Capo Caccia e può essere raggiunto attraverso un battello che salpa dal porto di Alghero oppure discendendo una lunga scalinata (l'Escala del Cabirol) che parte dal piazzale di sosta di Capo Caccia fino a raggiungere l'ingresso della grotta.[7]
- Promontorio di Capo Caccia
La natura calcarea delle sue rocce ha portato alla formazione di numerose grotte. Sul promontorio si trova il faro di Capo Caccia.
- Isola Foradada
Si trova davanti al promontorio di Capo Caccia e deve il proprio nome alla Grotta dei Palombi, creatasi per azione dell'erosione marina, che la attraversa da parte in parte. Sull'isola si trova un raro endemismo, la Brassica insularis.[8]

## Accessi
L'area protetta è facilmente raggiungibile da Alghero, da cui è distante poco più di 20 km, percorrendo la strada statale 127 bis in direzione di Fertilia e proseguendo fino all'arrivo a Tramariglio, sede dell'ente di gestione del parco regionale. Arrivando da Sassari si percorre la strada statale 291 fino all'immissione nella strada provinciale numero 55 che giunge all'interno del parco..

## Attività

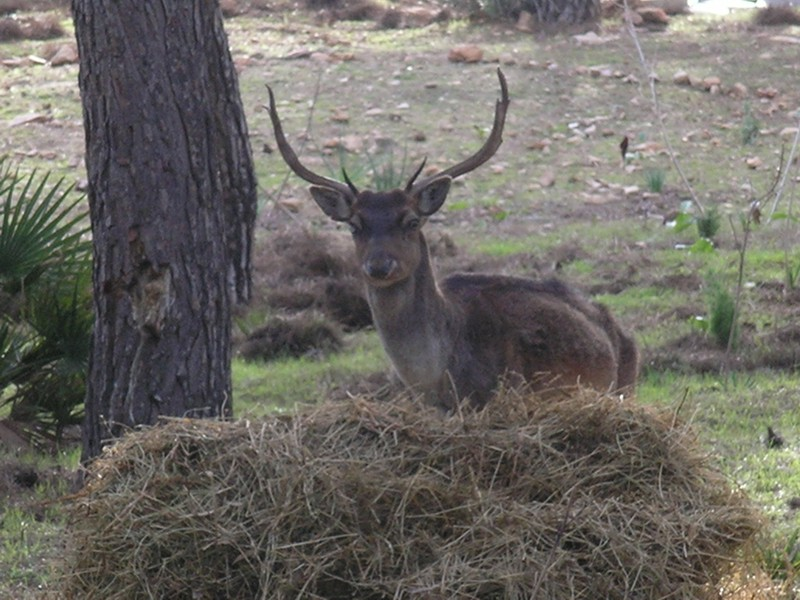
Daino presso l'oasi faunistica "Le prigionette".

La visita al parco regionale si articola in percorsi organizzati dell'ente gestore, in collaborazione con l'Ente Foreste della Sardegna, che gestisce il patrimonio ambientale del parco ed il complesso della foresta demaniale. Vengono proposti quattro percorsi differenti:
- la visita a casa Gioiosa, sede dell'ente parco, presso la quale è possibile visionare i pannelli illustrativi delle caratteristiche ambientali dell'area protetta ed i laboratori didattici del centro ambientale;
- la visita alla foresta demaniale Le prigionette, seguendo un percorso escursionistico attraverso il complesso forestale che permette di avvistare i daini (qui introdotti nel 1972)[11] e altre specie animali che popolano la zona;
- la visita da punta Giglio, attraverso un percorso di trekking che si addentra nella macchia mediterranea fino a raggiungere la cima e dove è possibile vedere i resti delle postazioni militari della seconda guerra mondiale;
- l'escursione in battello, che parte dal porto di Alghero in direzione della baia di Porto Conte, durante la quale vengono illustrate le caratteristiche dell'ambiente costiero dell'area protetta[12].

## Strutture ricettive
Presso il parco è stato istituito il Centro di educazione ambientale marino e terrestre (abbreviato in CEAMAT) al fine di fornire uno strumento in grado di formare la cultura ambientale dei visitatori. Il centro ambientale si occupa anche della ricerca scientifica e dello studio degli ecosistemi e degli habitat costieri, marini e terrestri.